# Silvicultrix
Silvicultrix – rodzaj ptaków z podrodziny wodopławików (Fluvicolinae) w rodzinie tyrankowatych (Tyrannidae).

## Zasięg występowania
Rodzaj obejmuje gatunki występujące w Ameryce Południowej.

## Morfologia
Długość ciała 12–13 cm.

## Systematyka

### Etymologia
Silvicultrix: łac. silvicultrix, silvicultricis „mieszkać w lesie”, od silva „las”; cultrix, cultricis „mieszkanka”, od cultor, cultoris „rolnik, mieszkaniec”, od colere „hodować”.

### Podział systematyczny
Do rodzaju należą następujące gatunki:
- Silvicultrix frontalis (Lafresnaye, 1847) – kląszczyk szarobrzuchy
- Silvicultrix diadema (Hartlaub, 1843) – kląszczyk żółtobrzuchy
- Silvicultrix jelskii (Taczanowski, 1883) – kląszczyk Jelskiego
- Silvicultrix pulchella (P.L. Sclater & Salvin, 1876) – kląszczyk złotobrewy